# Отер (Доња Саксонија)
Отер (њем. Otter) град је у њемачкој савезној држави Доња Саксонија. Једно је од 42 општинска средишта округа Харбург. Према процјени из 2010. у граду је живјело 1.522 становника. Посједује регионалну шифру (AGS) 3353027.

## Географски и демографски подаци
Отер се налази у савезној држави Доња Саксонија у округу Харбург. Град се налази на надморској висини од 47 метара. Површина општине износи 34,1 km². У самом граду је, према процјени из 2010. године, живјело 1.522 становника. Просјечна густина становништва износи 45 становника/km².